# Gabia (Oumé)
Gabia  est une localité de l'ouest de la Côte d'Ivoire, et appartenant au département d'Oumé, dans la région du Gôh (ex-Fromager). La localité de Gabia est un chef-lieu de commune.
La commune est peuplée en majorité de Gouro les autochtones, de Baoulés, de Bambaras et de Burkinabés. La cohabitation avec ces différents peuples venus d’ailleurs, à cause de la diversité des richesses que regorge le village, se passe sans heurts. La population se chiffre à 15 000 âmes environ. La moyenne d’âge est d’environ 25 ans. Le village de Gabia qui se situait à 1 km à vol d’oiseau en allant vers Oumé, endroit transformé désormais en cimetière, est divisé en 6 quartiers qui sont : Godjafla, Kouassizra, Gomeneta, Lagorota, Sokoura et Djoulabougou. Le village est aujourd’hui doté de quatre Ecoles primaires et de deux Collèges d’Enseignement Général (collège privé Zanzra et collège privé la Colombe) construits ; pour les écoles primaires, entre 1960 et 2010, et les collèges qui sont privés, en 2017. A ces établissements scolaires, s’ajoute un dispensaire où exercent une sage-femme et un infirmier, construit avec l’apport financier des villageois, de l’Etat et d’une ONG Suisse en 2008. Le personnel affecté par l’Etat dans ce dispensaire est aidé dans ses taches qui sont nombreuses par du personnel recruté et formé sur place. Ce dispensaire accueille des patients venant des villages et campements qui sont autour de la commune. Le village est électrifié. L’adduction du village, en eau potable, a été réalisée en 2017 grâce également à l’apport financier de la population et de l’Etat. Une école de football y avait été créée et accueillait une cinquantaine de pensionnaires. Mercredi, vendredi et dimanche sont jours de marché. Les produits vivriers, venant des villages et campements environnants, sont vendus ces jours cités plus haut par les jeunes femmes. Des retrouvailles pour certains, retrouvailles au cours desquelles des échanges se font. Le marché est levé en général à 14 h.